# Młyniska (obwód wołyński)
Młyniska (ukr. Млинище) – wieś na Ukrainie w rejonie włodzimierskim obwodu wołyńskiego.
Do 2020 w rejonie iwanickim.